# Rolls-Royce Cullinan
Rolls-Royce Cullinan este un vehicul utilitar sport (SUV) de lux de dimensiuni normale, produs de Rolls-Royce Motor Cars ca primul vehicul cu tracțiune integrală al mărcii. Este numit după diamantul Cullinan, cel mai mare diamant brut de calitate prețioasă descoperit vreodată.